# Alexander der Große (1956)
Alexander der Große ist ein US-amerikanischer Monumentalfilm von Robert Rossen aus dem Jahr 1956, der das Leben des gleichnamigen makedonischen Königs darstellt. Es war die einzige bekanntere Verfilmung des Alexander-Stoffes vor Oliver Stones Alexander (2004).

## Handlung
Griechenland im Jahr 356 v. Chr. Die miteinander verfeindeten griechischen Stadtstaaten sehen sich einer neuen Bedrohung durch das aufstrebende, aus ihrer Sicht „barbarische“ Makedonien gegenüber, dessen König Philipp II. durch diplomatische Ränkespiele, Bestechung und militärische Gewalt seinen Einflussbereich ausdehnt. Auf einem seiner Feldzüge erreicht ihn die Nachricht, dass seine Gattin Olympias einen Sohn zur Welt gebracht hat, einen Gott, wie sie selbst behauptet, dem sie dem Namen Alexander gegeben hat. Die Jahre vergehen und Alexander wächst zu einem starken, aber hitzköpfigen und nach Ruhm und Taten strebenden jungen Mann heran, der davon träumt, den Erbfeind der Griechen – das Perserreich – zu besiegen. Das Verhältnis zu seinem Vater ist belastet, da Philipp fürchtet, sein Sohn und dessen intrigante, herrschsüchtige Mutter könnten ihn hintergehen, Alexander wiederum fühlt sich von seinem Vater zurückgesetzt, auch wenn dieser ihn zum Regenten in Philipps Abwesenheit macht.
In Abwesenheit Philipps bekämpft Alexander die Aufstände von Bergstämmen, zerstört eine Stadt und befiehlt sie Alexandropolis zu nennen. Für den Kampf setzt er Soldaten ein, die Philipp bei seinem eigenen Feldzug fehlen. Philipp ernennt seinen Sohn zum Anführer seines linken Kavallerie-Flügels und siegt 338 v. Chr. in der Schlacht von Chaironeia und lässt ihn anschließend in Athen den Friedensvertrag aushandeln. Dabei trifft Alexander auf Memnon von Rhodos und dessen schöne Ehefrau Barsine, die ihm sehr gefällt. Der Friedensvertrag wird unterzeichnet und die unterlegenen Griechen verpflichten sich, Männer und Waffen für künftige Kriege der Makedonen zu stellen. Zurück in Makedonien erfährt Alexander, dass sein Vater seine Geliebte Eurydike geheiratet und Alexanders Mutter verstoßen hat. Die Spannungen zwischen Alexander und Philipp verstärken sich, vor allem da Alexander um sein Recht auf den Thron fürchtet, insbesondere als Philipps neue Frau einen Sohn gebärt.
Philipp bereitet einen Feldzug gegen Persien vor, wird jedoch ermordet und Alexander besteigt den Thron und beginnt mit 30.000 Soldaten den Feldzug seines Vaters gegen Persien. Memnon, der sich geweigert hatte Alexander die Treue zu schwören, berät nun den persischen Großkönig Dareios. In der Schlacht am Granikos siegt Alexander über die Perser, wobei Memnon getötet wird. Alexander setzt seinen Zug entlang der Küste Kleinasiens fort und erobert eine Stadt nach der anderen. Im von ihm zerstörten Milet trifft er Memnons Witwe Barsine wieder, die sich wie ihr toter Gemahl weigert Alexander als Herrscher anzuerkennen. Daraufhin überlässt Alexander die kriegsgefangenen Frauen der Stadt seinen Soldaten, er selbst vergewaltigt Barsine. Als sein Heer ihm droht illoyal zu werden, reißt Alexander mit einer leidenschaftlichen Ansprache das Ruder herum und bringt seine Männer dazu, ihm loyal zu folgen. Barsine ihrerseits fühlt sich trotz der Vergewaltigung zu Alexander hingezogen und bleibt ebenfalls bei ihm.
In der Schlacht von Gaugamela besiegen die Makedonen das überlegene persische Heer von König Dareios, der flieht und später von seinen eigenen Männern ermordet wird. Alexander nimmt Babylon ein und die Familie des Dareios gefangen, darunter seine Tochter Roxane. Doch der Sieg über die Perser reicht Alexander nicht, er drängt mit seiner Armee weiter nach Osten und überquert den Indus bis nach Indien. In Alexanders Armee kommt es erneut zu Unruhen, die Soldaten wollen nach Hause zu ihren Familien. Im Streit mit seinem Jugendfreund Kleitos tötet Alexander, berauscht von Wein und seiner Hitzköpfigkeit, seinen Freund. Zehn Jahre sind vergangen, seit Alexander zu seinem Feldzug aufbrach, nun kehrt er gen Westen zurück nach Susa, wo er Roxane heiratet und damit die Griechen und Perser, Okzident und Orient in einer Massenhochzeit miteinander verbindet. Krank siecht Alexander dahin, ohne vor seinem Tod einen Nachfolger zu ernennen, er hinterlasse sein Weltreich „dem Stärksten“ unter seinen Männern.

## Hintergrund
Nach Alexanders Tod wurde das ihm geschaffene Alexanderreich zunächst in Einflusszonen aufgeteilt, das seine Feldherren regieren sollten, wobei der von Roxane geborene Sohn Alexander IV. Aigos weiter über das Gesamtreich herrschen sollte. Die Rivalitäten führten letztlich jedoch zu offenen Auseinandersetzungen, den Diadochenkriegen, die zum Zerfall des Reiches und der Ermordung von Alexanders Ehefrau Roxane, seinem Sohn und seiner Mätresse Barsine führten.

## Rezeption
Der Film erzählt Alexanders Leben in relativ konventioneller Weise nach. Nach Aussagen vieler Kritiker ist vor allem Richard Burtons eindrucksvolles Spiel in der Titelrolle hervorzuheben, obwohl er auch für verschiedene Kritiker mit einer blonden Perücke unpassend ausgestattet war.

## Sonstiges
- Eigentlich sollte erst Peter Wyngarde (bekannt aus den Fernsehserien „Department S“ und „Jason King“) die Titelrolle spielen. Er erhielt dann jedoch nur die kleinere Rolle des Pausanias.

## Auszeichnung
- 1957: Nominierung für den DGA Award der Directors Guild of America für Regisseur Robert Rossen.

## Kritiken
- Kinozeitschrift Cinema:
„Im Schweinsgalopp führt das von saftigem Pathos durchzogene Sandalenepos durch das bewegte Leben Alexanders. Historiker mögen hier und da Ungereimtheiten entdecken. Doch Burtons Spiel ist kraftvoll, die Ausstattung prächtig, und die Schlachtszenen haben große Wucht.“

- Adolf Heinzlmeier und Berndt Schulz in Lexikon „Filme im Fernsehen“ (Erweiterte Neuausgabe). Rasch und Röhring, Hamburg 1990, ISBN 3-89136-392-3, S. 26–27:
„Der detailreiche, realistische Film verzichtet wohltuend auf Heldenpathos und hält sich dicht an den militärischen Werdegang des Titelhelden; große Besetzung in einem epischen Werk.“ (Wertung: 2½ Sterne = überdurchschnittlich)

- Christopher Null, filmcritic.com
Um es einfach zu sagen: Alexander der Große ist ein kolossaler Langweiler. (‚Put simply, Alexander the Great is a colossal bore.‘)

- 6000 Filme. Kritische Notizen aus den Kinojahren 1945 bis 1958. Handbuch V der katholischen Filmkritik, 3. Auflage, Verlag Haus Altenberg, Düsseldorf 1963, S. 16:
Mit gewaltigem Aufwand in Cinemascope gedrehter Hollywood-Historienfilm (…). Eine Art Leitartikel für künftige Welteroberer.

## Medien
- Der Film ist mit deutschem und englischen Ton auch auf DVD erscheinen.
- Tonträger mit der Filmmusik